# St. Michael (Augsburg-Pfersee)

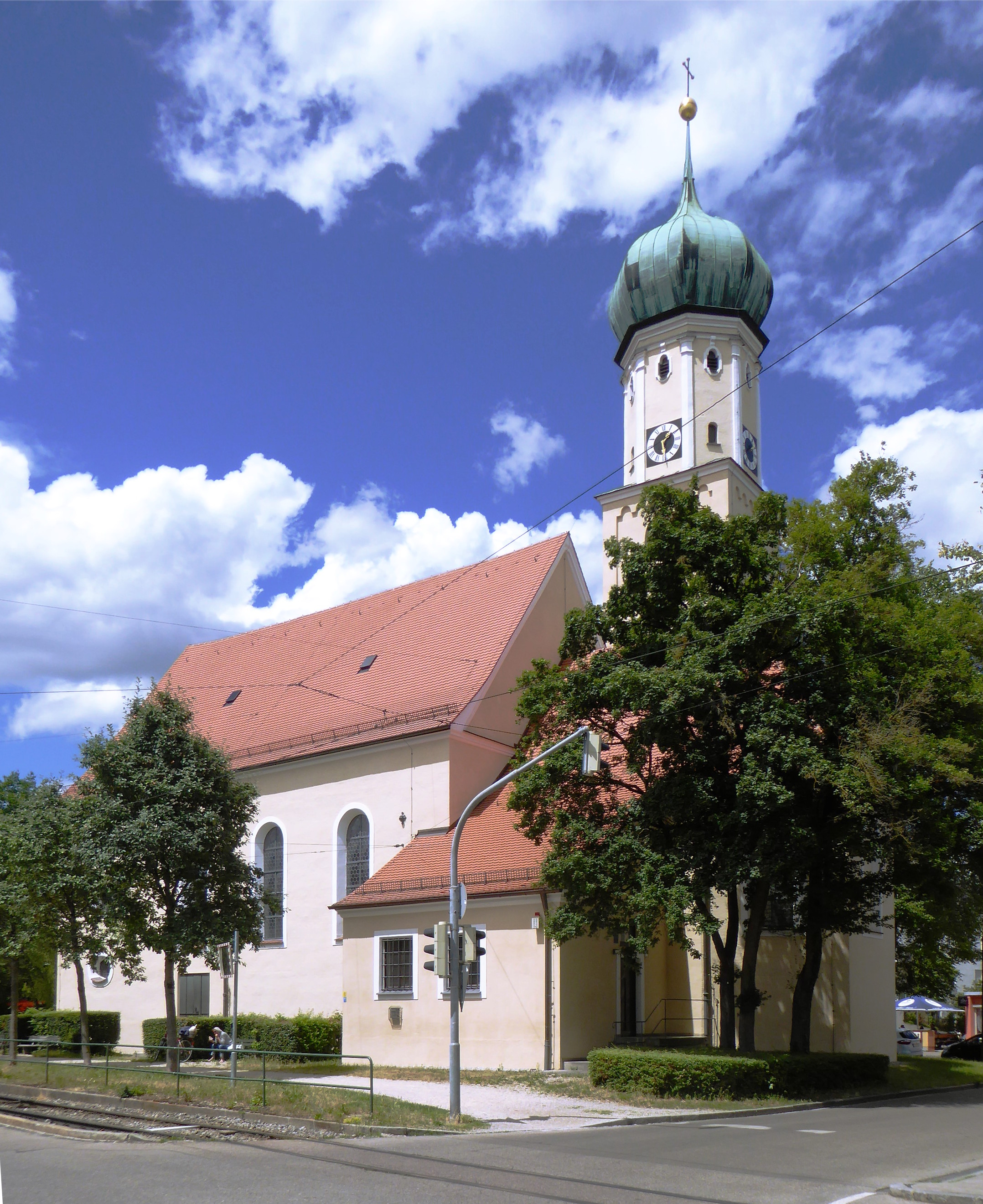
St. Michael in Pfersee

Die römisch-katholische Filialkirche und bis 1910 ehemalige Pfarrkirche St. Michael, steht im alten Ortszentrum von Pfersee, einem Stadtteil von Augsburg von Bayern. Das Bauwerk ist in der Liste der Baudenkmäler in Augsburg-Pfersee als Baudenkmal unter der Nr. D-7-61-000-977 eingetragen.

## Geschichte
Ein Vorgängerbau dürfte sich an Stelle der heutigen Kirche mindestens seit Anfang des 12. Jahrhunderts befunden haben, als die Pfarrei unter dem damaligen Grundherren Ritter Herman de Perzheim erstmals erwähnt wurde. Die Niedere Gerichtsbarkeit über das Dorf teilten sich bis zur Säkularisation die Jakobspfründe und das Hochstift Augsburg. Von dem mittelalterlichen Gotteshaus zeugt heute noch der Turmunterbau. Die heutige Saalkirche wurde 1685 nach einem Entwurf von Georg Wörle erbaut. Der Kirchturm der ursprünglich durch ein Pyramidendach bedeckt war, erhöhte 1693 Hans Georg Mozart durch ein Oktogon mit barocker Zwiebelhaube. 1685–1690 wurden die Gemälde an der Emporenbrüstung geschaffen. Die Weihe des Kirchenneubaus erfolgte 1700. Der Innenraum erfuhr ab 1720 eine Einrichtung im Barockstil. 1746 wurde Stadtbergen von Pfersee getrennt und wieder zur selbstständigen Pfarrei erhoben. Außer dem Patroziniumsfest des Erzengels Michael, wurden bis in das 19. Jahrhundert die Namensfeste des Heiligen Donatus und Mariä Himmelfahrt gefeiert. Des Weiteren gehörte zur Kirche ein Simultan-Kirchhof. 1861 erbaute man an der Seite des Chores die Sakristei. Das Wachstum der Pfarrei erforderte Ende des 19. Jahrhunderts eine Vergrößerung. Ursprünglich war eine Verlängerung der Kirche nach Westen geplant. Schließlich entschloss man sich zum Neubau der Herz-Jesu-Kirche, die 1910 geweiht wurde. In Folge wurde St. Michael zur Filialkirche degradiert. Den Zweiten Weltkrieg überstand der Sakralbau unbeschadet. Sanierungsmaßnahmen fanden in den Jahren 1976/77 statt.

## Beschreibung
Die heutige Saalkirche besteht aus einem Langhaus, einem eingezogenen, dreiseitig geschlossenen Chor im Osten, der Sakristei an der Südwand und einem Chorflankenturm, der 1693 durch Hans Georg Mozart mit einem achteckigen Geschoss, das die Turmuhr beherbergt, aufgestockt und mit einer Zwiebelhaube bedeckt wurde, an der Nordwand des Chors. Die Fresken im Innenraum stammen von Johann Georg Bergmüller. Zur Kirchenausstattung von 1725 gehört ein Hochaltar zwischen Säulen und Pilastern aus Stuckmarmor, der von Statuen des Joachim und der Anna flankiert wird.